# Stelle principali della costellazione di Ercole
Prospetto delle stelle principali della costellazione di Ercole, elencate per magnitudine decrescente.